# Zhang Xinsheng (pel·lícula)
No s'ha de confondre amb Zhang Xinsheng (章新胜), polític xinès.
Zhang Xinsheng (xinès simplificat:  张欣生). Pel·lícula xinesa muda, en blanc i negre, amb intertítols en xinès i anglès, del 1922, d'una durada de 83 minuts. Produïda per Mingxing, amb guió de Zheng Zhengqiu i dirigida per Zhang Shichuan.  Es va estrenar al Teatre Olímpic de Shanghai el 16 de febrer de 1923.

## Estil i realització
Considerada la primera pel·lícula del gènere policíac del cinema xinès.  La pel·lícula es va basar en un cas de patricidi de la vida real. El 1920, un jove de Pudong anomenat Zhang Xinsheng, profundament endeutat, havia enverinat el seu pare ric Zhang Jiayun per accedir a la seva herència. Un any més tard, seguint el suggeriment d'un còmplice, la policia havia exhumat el cos i li va practicar l'autòpsia pública i la policia va declarar que s'havia produït un assassinat. Zhang va ser arrestat, declarat culpable i condemnat a mort a la forca.
Alguns crítics van remarcar que la pel·lícula era molt més realista que Yan Ruisheng ( 閻瑞生  ), pel·lícula de l'any 1921 produïda per Commercial Press Motion Picture Selection  dirigida per Ren Pengnian. La pel·lícula basada en un cas real d'assassinat , va obtenir una gran èxit comercial, però més tard va ser prohibida pel Govern. La productora Missing, buscant un èxit similar va voler seguir el mateix esquema, adaptant al cinema uns altres fets reals que narra el film. Segons el famós director Cheng Bugao: "El focus de la pel·lícula està en el taüt obert i l'autòpsia... Abans s'utilitzava farina humida per imitar (òrgans), s'aplicava tinta per fer sang humana, i els primers plans es feien servir per apropar-se i disparar. Semblava molt espantós i espantós... Els nens volien plorar quan el veien, i les dones la volien fugir".

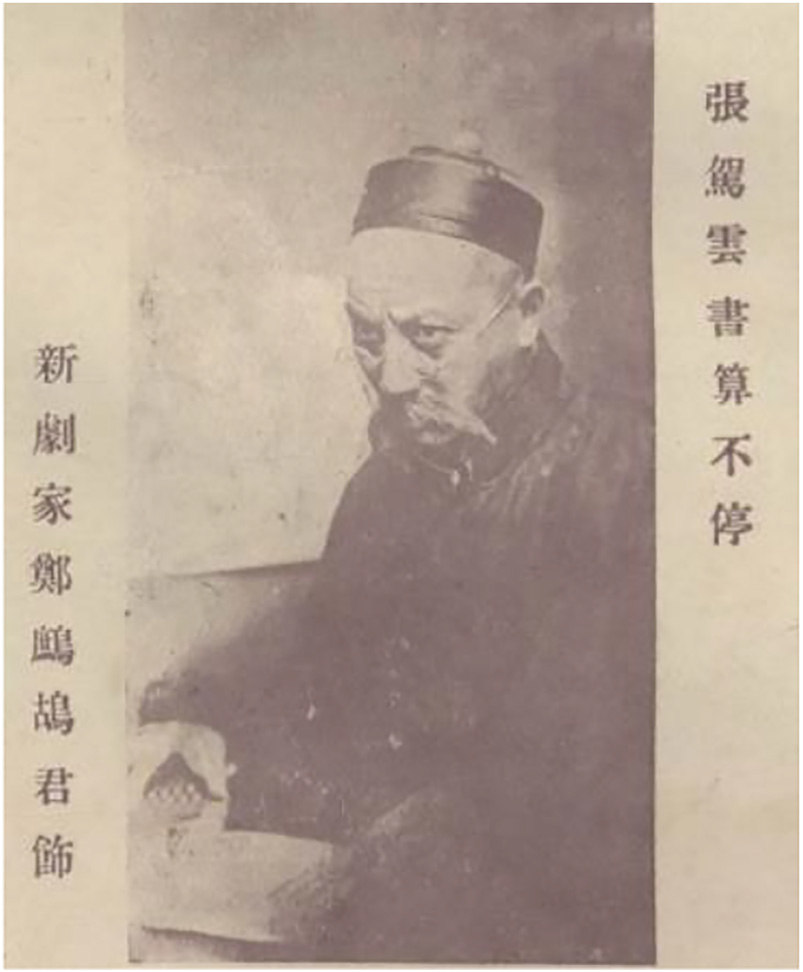
L'actor Zheng Zhegu en el paper de Zhang Jiayun

## Trama
Zhang Xinsheng es basa en un cas judicial real que ja havia estat posat en escena per algunes companyies teatrals i que obtenir un gran ressò popular. La trama es desenvolupa al voltant del personatge principal Zhang Xinsheng que, amb necessitat de diners per a pagar deutes de jocs d'atzar i drogues, i pressionat pels creditors, demana ajut al seu pare Zhang Jiayun, propietari d'una botiga  de queviures. Davant la negativa del pare, en una primera acció,  Zhang, una nit entra a la botiga i roba diners de la caixa . Davant la pressió dels creditors i la insisterncia del pare en no ajudar, Zhang decideix , amb l'ajut d'un dels creditors, Zhu Jianchen,  va el·laborar un pla per assassinar al pare mitjançant un verí en unes farinetes i fer-se amb les propietats de la família. Després que Zhang Jiayun begués les farinetes, unes hores més tard, va sagnar per tots els seus orificis i va morir. Però per la seva part Zhu Jianchen seguia demanant diners a Zhang.
Un dia, el germà petit de Zhang Xinsheng va sentir en una casa de té que el seu pare havia estat assassinat pel seu germà, i immediatament li va dir a la seva mare Kang. Desprès d'una sèrie d'embolics familiars i quan el germà petit va pensar que estava a punt d'aconseguir la meitat dels béns familiars, va deixar de preocupar-se., però un altre creditor, Zhu Chaosheng , va anunciar que anava a denunciar Zhang Xinsheng. L'oficina del comtat va enviar immediatament la policia a arrestar Zhang Xinsheng i Zhu Jianchen. Els dos encara ho volien negar, però després d'obrir el taüt i examinar el cos, van confessar. Zhang Xinsheng va insistir que Zhu Chaosheng també era el cervell, i la policia també el va arrestar. Al final, tres persones, Zhang Xinsheng, Zhu Jianchen i  Zhu Chaoseng, van ser condemnades a mort i executades immediatament.

## Censura
Un altre cop, com en el cas de Yan Ruisheng, la pel·lícula van generar una gran polèmica, sobretot dins del sector educatiu de l'època. Aviat, diverses institucions educatives, representades per l'Associació d'Investigació en Educació Popular i el Departament d'Educació de Jiangsu, van presentar repetidament cartes que suggereixen que el govern "havia de censurar aquest tipus de pel·lícules, per la seva incidència sobre l'educació moral i els sentiments nacionalistes" De fet es va establir inicialment un sistema de censura del cinema produït pels estudis privats.
Destaca la posició adoptada per la Societat de Recerca (Tongsu jiaoyu yanjiu hui 通俗教育研究會) de Pequín que va demanar al Ministeri d'Educació prohibir les dues pel·lícules l'abril de 1923. Com a resposta els ministres del'Interior i d'Educació van enviar requeriment al governador de la província de Jiangsu, amb aquest contingut: " Les pel·lícules que es mostren als cinemes de diverses ciutats, per exemple, (Yan Ruisheng) i  (Zhang Xinsheng), que mostren esdeveniments i assassinats recents i escenes  crues. La seva raresa desperta molta curiositat i atrau un públic incessant, però tenen un efecte continu i ruïnós en l'educació social. Com que les pel·lícules en qüestió es fabriquen a l'assentament de Shanghai, es demana que el governador civil de Jiangsu hauria d'indicar al comissari d'Afers Exteriors que s'acosti al Cos Consular amb l'objectiu que aquestes pel·lícules es decomissin i destrueixin per posar fi a aquest mal i mantenir la moral social".
Pe la seva banda els censors de pel·lícules de l'Associació Educativa de Jiangsu ( 江蘇省教育會) també van expressar serioses preocupacions pels "efectes nocius" de la pel·lícula. Poc després de la projecció de Zhang Xinsheng a Shanghai,  l'Associació va escriure una carta a la productora Mingxing, en la qual expressava l'opinió que "no era desitjable que algunes parts de la pel·lícula s'haguessin de mostrar al públic" i es va exigir una revisió de determinades escenes i de la trama. En conseqüència, Mingxing va fer alguns canvis, emfatitzant els jocs d'atzar i les drogues com a origen de les males accions de Zhang Xinsheng, i es van afegir paraules de remordiment en el intertítols.

## Repartiment
El protagonistes principals van ser els actors Wang Xianzhai en el paper del pare i Zheng Zhegu un dels fundadors de Mingxing, en el paper del fill.